# 黑石山水库
黑石山水库，又名巴音河水库，位于中华人民共和国青海省海西州德令哈市城区北郊、巴音河中游的一座中型水库，因大坝位于黑石山口而得名。水库工程于1987年8月正式开工，1992年10月竣工。正常蓄水位3020米，水库总库容3664万立方米。主坝为黏土心墙砂壳坝，坝顶高程3023米，最大坝高34.5米，坝顶长160米，顶宽6米；副坝为土工膜面板坝，坝顶高程3023米，最大坝高10米，坝顶长380米。坝后水电站装机容量3×1000千瓦。水库承担着黑石山罐区的1.13万公顷农田的灌溉任务，同时保护下游德令哈市及青藏铁路等交通设施的防洪安全。